# Santa Cruz de Paniagua
Santa Cruz de Paniagua là một đô thị trong tỉnh Cáceres, Extremadura, Tây Ban Nha. Theo điều tra dân số 2006 (INE), đô thị này có dân số là 372 người.

## Biến động dân số
| 1900 | 1910 | 1920 | 1930 | 1940 | 1950 | 1960 | 1970 | 1981 | 1991 |
| 733  | 873  | 767  | 737  | 1011 | 1142 | 1026 | 717  | 579  | 487  |
| 1996 | 1999 | 2001 | 2002 | 2003 | 2004 | 2005 | 2006 | 2007 |      |
| 478  | 488  | 437  | 417  | 399  | 390  | 378  | 372  | 346  |      |